# Belgacom Mobile
Die Belgacom Mobile N.V./S.A. war vor Orange Belgium und Base Company die größte belgische Mobilfunkgesellschaft. Das Unternehmen trat bis Anfang Januar 2010 unter der Marke Proximus am Markt auf.

## Geschichte
Belgacom Mobile wurde 1994 als Tochterunternehmen der Belgacom mit 25 % Beteiligung von zuerst AirTouch und später Vodafone gegründet. Es war der erste GSM-Anbieter auf dem belgischen Markt. 2006 gab Vodafone seinen 25%igen Anteil an Belgacom ab, allerdings blieben die beiden Unternehmen Partner. So verkaufte Proximus zum Beispiel Vodafone-Live-Handys und hat auch ein Vodafone-Live-Portal für Kunden im Angebot. Belgacom hielt zuletzt 100 % an Belgacom Mobile.
Am 4. Januar 2010 verschmolz die Belgacom Mobile vollständig in ihren Mutterkonzern Belgacom Group (heute Proximus), was seinerzeit zur Folge hatte, dass Proximus nur noch als Markenname existierte. Im Juni 2015 benannte sich die Belgacom Group in Proximus um, sodass Proximus jetzt wieder auch als Unternehmensname besteht.

## Daten und Informationen
Das Unternehmen bot GSM, GPRS, EDGE, UMTS, WLAN, HSDPA und 4G an. Die Proximus-Telefonnummern fingen meistens mit 047x an. Anfang der 2000er-Jahre gab es außerdem die Vorwahl 075, die später in 0475 umgewandelt wurde. Belgacom Mobile betrieb auch den internetbasierten Pre-Paid Anbieter UglyDuck. Dieser wurde als Reaktion auf die Billigmarken der anderen belgischen Anbieter gegründet. Im Juli 2007 hatte Belgacom Mobile 4,25 Millionen Kunden, was seinerzeit einem Marktanteil in Belgien von 48,4 % entsprach.

## Sponsoring und andere Geschäftsfelder
Proximus war Sponsor des Tennis-Turniers Proximus Diamond Games. Außerdem betrieb Proximus den Ticketing-Anbieter Proximus Go for Music. Go for Music ist einer der größten belgischen Anbieter von Eintrittskarten für Konzerte & Musik-Festivals. Seit 2003 unterstützte die Proximus Foundation wohltätige Projekte.